# Volo British Airways 5390
Il volo British Airways 5390 era un volo della British Airways tra Birmingham e Malaga. Il 10 giugno 1990, durante il volo, una parte del parabrezza si staccò a causa dell'errata installazione. Il comandante venne spinto per metà all'esterno dalla depressione risultante, rimanendo però premuto dall'aria contro il muso dell'aereo. Il co-pilota riuscì a compiere un atterraggio di emergenza a Southampton senza che ci fossero vittime.

## Aereo ed Equipaggio
Il Contea di South Glamorgan era un aereo di linea BAC One-Eleven Series 528FL, registrato come G-BJRT. L'aereo volò per la prima volta l'8 febbraio 1971 e fu consegnato alla Bavaria Fluggesellschaft il 26 febbraio 1971. Successivamente fu trasferito alla Bavaria Germanair nel 1977, alla Hapag-Lloyd Flug nel 1979, alla British Caledonian nel 1981 e infine alla British Airways nel 1988. Il capitano era il 42enne Timothy Lancaster, che aveva accumulato 11.050 ore di volo, comprese 1.075 ore sul BAC One-Eleven; il copilota era Alastair Atchison, 39 anni, con 7.500 ore di volo, di cui 1.100 sul BAC One-Eleven. L'aereo trasportava anche quattro membri dell'equipaggio di cabina e 81 passeggeri.

## L'incidente
L'aereo, pilotato dal comandante Tim Lancaster e dal primo ufficiale Alastair Atchison, era un BAC One-Eleven. Il decollo avvenne alle 07:20 locali, con a bordo 81 passeggeri e sei membri dell'equipaggio. Il co-pilota Atchison compì un decollo di routine e cedette il controllo al comandante Lancaster durante la salita. Mentre gli assistenti di volo cominciarono a servire la colazione, Lancaster si slacciò la cintura di sicurezza per poter prendere il suo vassoio.
Mentre l'aereo raggiungeva la quota di 17.300 piedi (5.200 metri) si udì un'esplosione e la fusoliera si riempì di condensa.
Il parabrezza di sinistra, quello posizionato dalla parte del comandante, si era staccato e Lancaster fu in parte risucchiato fuori dalla cabina di pilotaggio. Il busto era all'esterno, premuto contro l'aereo dalla forza dell'aria, mentre le gambe erano all'interno bloccate contro il pannello dei comandi. La porta della cabina di pilotaggio fu sbalzata contro la console radio e i comandi della manetta, spingendo i motori al massimo. L'assistente di volo Nigel Ogden accorse nella cabina di pilotaggio e, dopo essersi assicurato con la cintura di sicurezza della poltrona del comandante, lo afferrò per le gambe. Nel frattempo, Lancaster, che era percosso e congelato dall'aria a 800 km/h, stava perdendo conoscenza a causa dell'aria rarefatta.
Atchison cominciò una discesa di emergenza, inserì il pilota automatico e trasmise una richiesta di soccorso ma, a causa del rumore provocato dall'aria che entrava dal vetro mancante, non riuscì a sentire la risposta del controllo del traffico aereo.
Ogden, che stava ancora trattenendo Lancaster, oltre alla stanchezza, cominciò ad accusare un principio di assideramento e fu sostituito dagli altri assistenti di volo. Nonostante questo, il comandante continuava lentamente a scivolare al di fuori dell'aereo.
Finalmente il controllo aereo autorizzò Atchison ad atterrare a Southampton. Alle 07:55 l'aereo toccò terra sulla pista 02, i passeggeri vennero fatti evacuare e Lancaster venne finalmente soccorso.
Lancaster fu ricoverato al Southampton General Hospital, dove gli furono riscontrate fratture al braccio destro, al pollice sinistro e al polso destro; diverse contusioni, un principio di congelamento e uno stato di shock.
Meno di sei mesi dopo l'incidente tornò nuovamente a lavorare. Al raggiungimento dell'età di pensionamento obbligatorio della società, lasciò la British Airways e, a partire dal 2005, cominciò a volare per easyJet.
L'assistente di volo Nigel Ogden subì una lussazione alla spalla e danni da congelamento al viso e all'occhio sinistro. Si ritirò nel 2001 a causa dello stress, ma continuò a lavorare al turno di notte in un ospedale dell'Esercito della Salvezza. Non ci furono altri feriti.

## L'indagine
Gli investigatori dell'Air Accident Investigation Branch (AAIB) scoprirono che il parabrezza era stato installato solo 27 ore prima del volo presso l'officina di manutenzione della British Airways dell'aeroporto di Birmingham e che la procedura era stata approvata dal responsabile del reparto; tuttavia per il fissaggio furono utilizzati dei bulloni errati: 84 di essi erano più piccoli di diametro di 0,66 mm, mentre i rimanenti 6 erano più corti di 2,5 mm. L'inchiesta rivelò che anche il parabrezza precedente era stato montato con bulloni errati, ma in fase di manutenzione furono sostituiti con bulloni identici senza far riferimento alle procedure del manuale di riparazione.

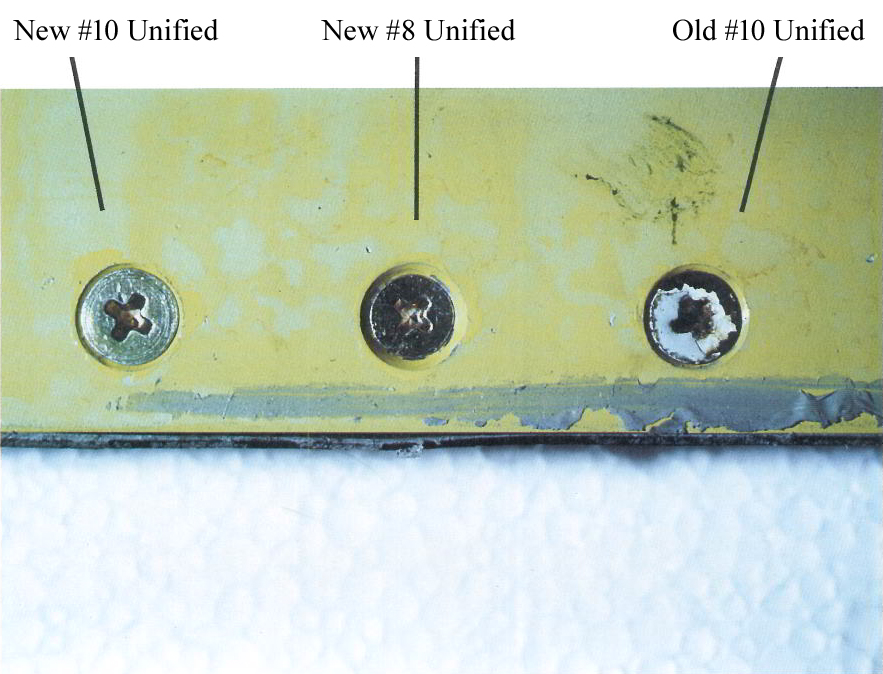
Confronto delle viti utilizzate nel parabrezza G-BJRT (da sinistra a destra: dimensione corretta, nuova; dimensione piccola, nuova; dimensione corretta, vecchia)

La differenza di pressione tra l'interno e l'esterno della cabina si rivelò troppo elevata, portando al distacco del parabrezza.
L'incidente ha inoltre fatto notare come ci fosse un difetto di progettazione del velivolo, infatti il parabrezza era fissato all'esterno della cabina, facendo agire su di esso una forza maggiore di quella che si sarebbe verificata se fosse stato fissato all'interno.
Gli investigatori incolparono il responsabile della manutenzione della British Airways presso l'aeroporto di Birmingham per l'uso dei bulloni errati e per non aver seguito le direttive di manutenzione della British Airways; inoltre hanno accusato la British Airways di non aver incluso nelle sue direttive la supervisione di un altro responsabile per quella che viene normalmente considerata un'operazione critica. Infine, gli investigatori hanno incolpato la direzione della gestione aeroportuale di Birmingham di non aver effettuato controlli sull'operato del responsabile della manutenzione della British Airways.

## Encomi ai Piloti
Il primo ufficiale Alastair Atchison e i membri dell'equipaggio di cabina Susan Gibbins e Nigel Ogden sono stati insigniti dell'onorificenza della regina per il prezioso servizio in volo; Il nome di Ogden è stato erroneamente omesso dal supplemento pubblicato. Atchison ha ricevuto anche un Polaris Award nel 1992 per l'eccezionale abilità di volo.

## Conseguenze
L'aereo è stato riparato e rimesso in servizio. Nel 1993 fu venduto alla Jaro International e volò con loro fino alla cessazione delle operazioni nel 2001; l'aereo è stato demolito nel 2002.
Lancaster è tornato al lavoro dopo meno di cinque mesi. Lasciò la British Airways nel 2003 e volò con EasyJet fino a quando si ritirò da pilota commerciale nel 2008.
Atchison lasciò la British Airways poco dopo l'incidente e si unì a Channel Express (in seguito ribattezzato Jet2) fino a quando non fece il suo ultimo volo commerciale su un Boeing 737-33A da Alicante a Manchester il giorno del suo 65º compleanno, il 28 giugno 2015.
Ogden tornò al lavoro, ma successivamente soffrì di disturbo da stress post-traumatico e si ritirò nel 2001 per problemi di salute. Nel 2005 lavorava come guardiano notturno in un ospedale dell'Esercito della Salvezza.

## Vedi altro
- Il Volo Sichuan Airlines 8633, un incidente simile in cui il primo ufficiale è sopravvissuto essendo stato parzialmente risucchiato fuori dalla cabina di pilotaggio a seguito di un guasto al parabrezza dell'Airbus A319 operante il volo.
- Il Volo Southwest Airlines 1380, ha avuto un incidente di decompressione esplosivo a seguito di un guasto al motore che ha provocato il risucchio parziale di un passeggero fuori da un finestrino; il passeggero è poi morto a causa delle ferite riportate.

## Il Volo British Airways 5390 nei media
Il Volo British Airways 5390 è stato analizzato nella puntata Miracolo ad alta quota della seconda stagione del documentario Indagini ad alta quota trasmesso dal National Geographic Channel.